# スライドドア

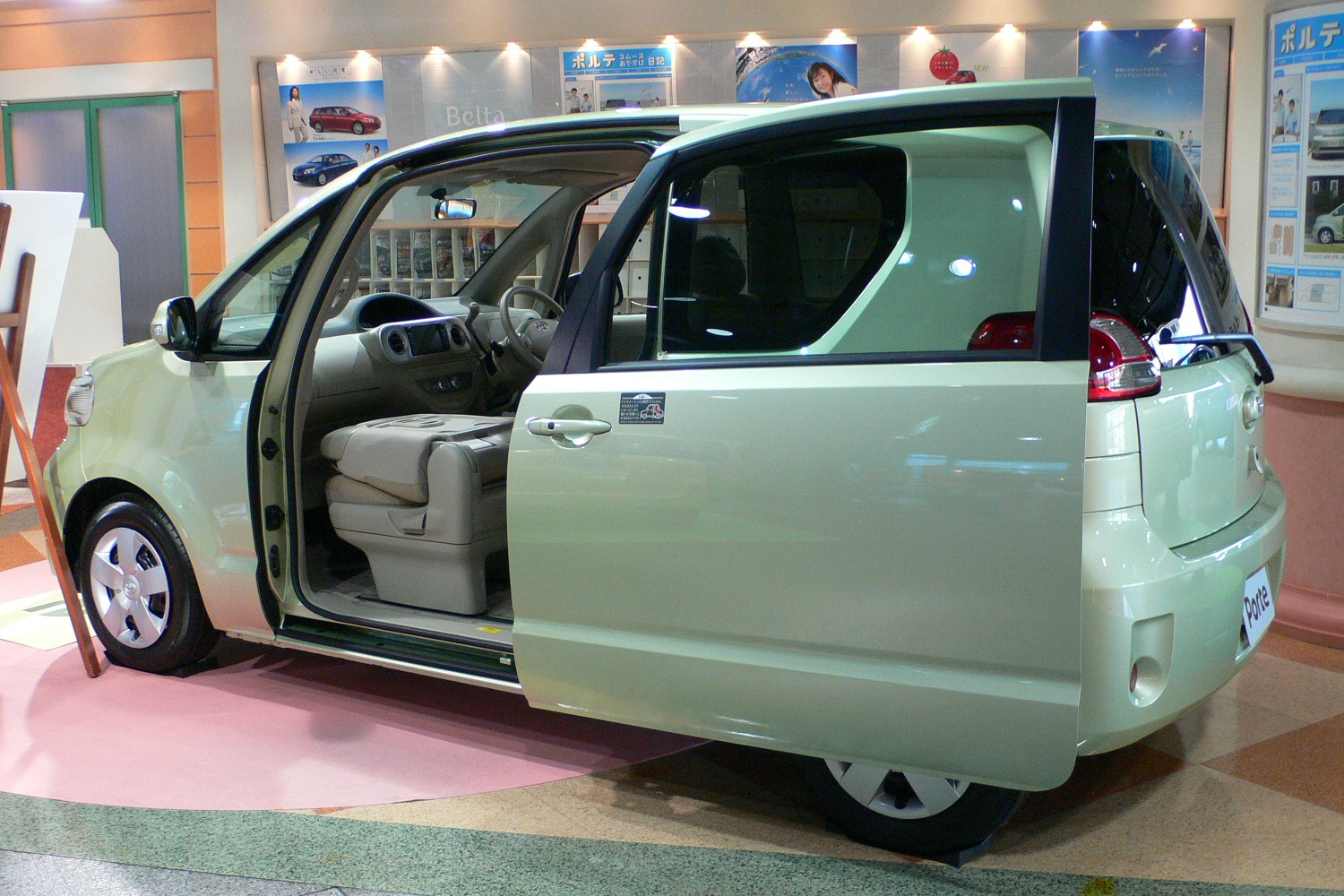
トヨタ・ポルテ（初代）

スライドドア (英語: sliding door)は、自動車の乗降用ドアの一種。
通常のヒンジドアは支点を中心に外へスイングして開閉するが、スライドドアは車のボディーに平行に開閉する。

## 特徴

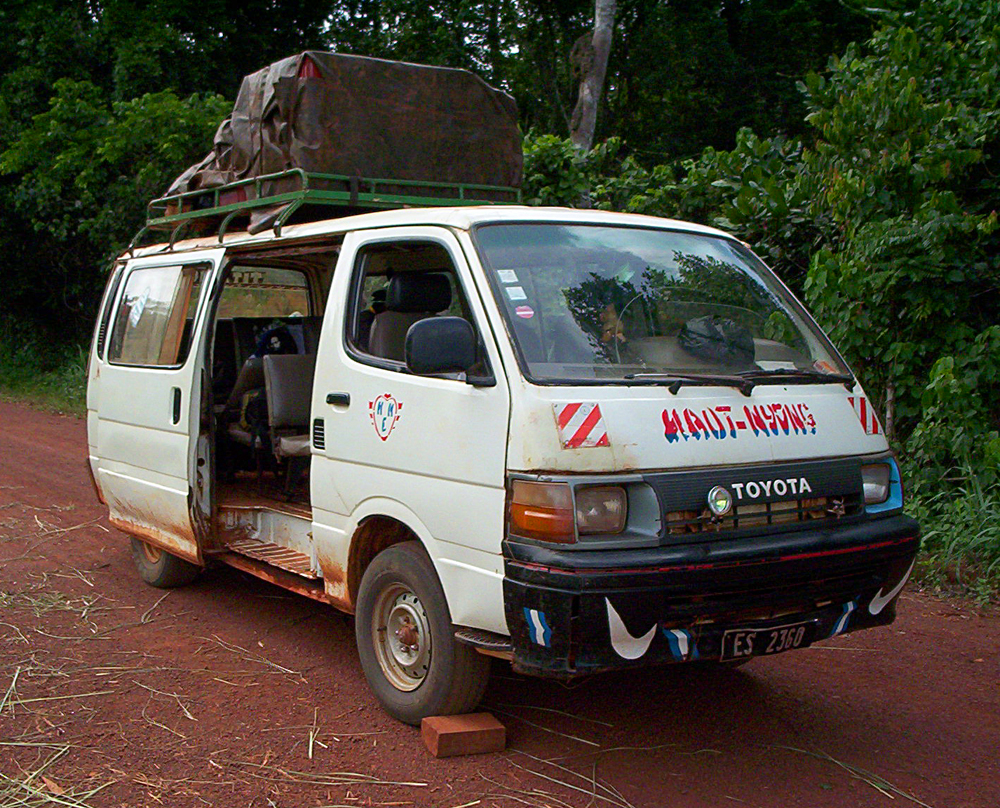
トヨタ・ハイエース

通常のドアに比べ大きく開き、ボディーに平行に開くためドアを開けてもスペースをとらず、後部ドアからの荷物の出し入れが容易なことから、早くからワンボックスカーの後部ドアを中心に多くの車種で採用されていた。日本車での採用は1964年発売の3代目ダットサン・キャブライト ライトバンからで、以後1970年代前半に登場したトヨタ・ハイエース、ダイハツ・ハイゼットなどが続いた事で本格的な普及が始まり、やがてミニバンなどにも取り付けられるようになった。
貨物車（特に軽ワゴン車）は主に両側スライドドア、乗用ワゴンやワンボックスカーは左側（右側通行圏向けの輸出車は右側）のみ装備が基本であったが、1999年に登場した2代目日産・セレナは両側装備を基本とし利便性が発揮されたことから、他社にも広がった。日産・プレーリーなどFF車ベースの車両は初期から両側にリアスライドドアを採用していた。一方、1994年に登場したダイハツ・アトレーでは、軽自動車としては珍しく一部のグレードに片側スライドドアを採用し、乗用イメージをアピールした例もある。
また、トヨタ・アイシス、2代目トヨタ・ラウム、ダイハツ・タント（2代目以降）、スバル・シフォン（タントOEM車）では助手席側のピラーをリアドアに内蔵した「パノラマオープンドア」（タント及びシフォンは「ミラクルオープンドア」）を採用している。
なお、ホンダ・N-VANにおいても、軽商用車では初となる助手席側のピラーをリアドアに内蔵したスライドドア（先述）が採用されている。

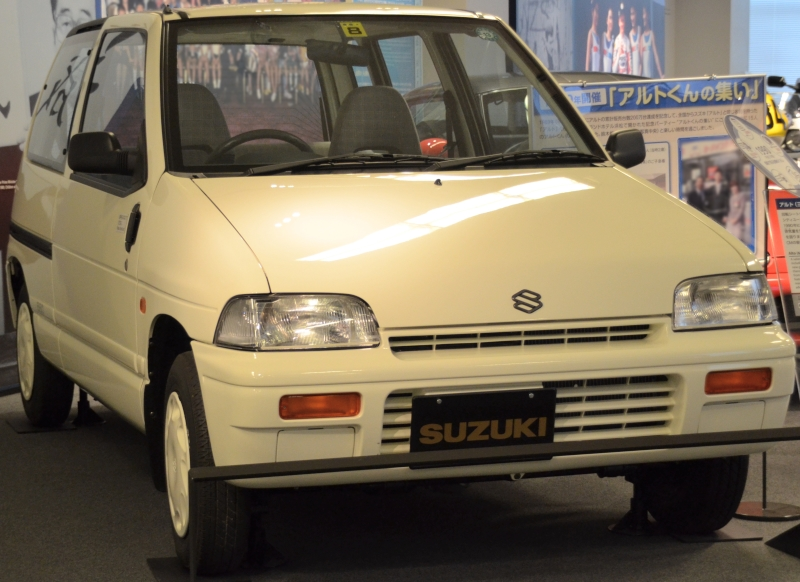
スズキ・アルト｢スライドスリム｣

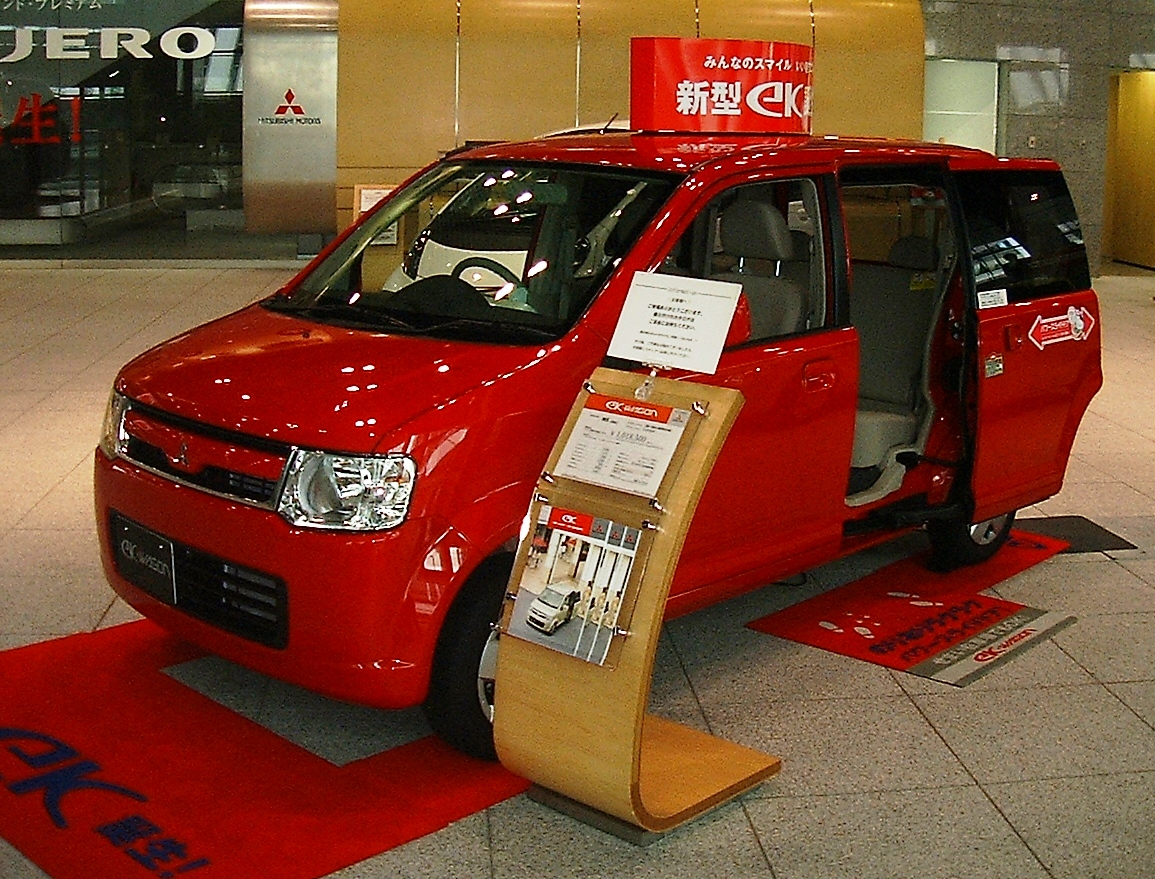
スライドドアを備えた三菱・ekワゴン

両側フロントドアへの採用は3代目スズキ・アルト(1988年)の｢スライドスリム｣があるが、ノーマルより3万円高い価格設定であったこと（もともと軽自動車の価格が40万円代の時代に50～90万円の価格帯とただでさえ高い車両だった）、さらに開閉に相応の力が必要ということもあり普及しなかった。後にドアが大きく開くため小型車でも採用されるようになったのはイージークローザーや電動開閉機構が装備されるようになってからである。トヨタ・ポルテ/スペイド（ただし、運転席側は通常のヒンジ式）やプジョー・1007の様に、フロントドアに電動スライドドアを採用したものや、三菱・eKワゴン/eKスポーツ（2代目）及びダイハツ・タント（2代目）のように後席左側のみ採用しているもの存在する。しかし特殊な形状からコストが多くかかるなどのデメリットもある。
半ドア対策として、1990年代後半はイージークローザー（半ドアの位置まで閉めると自動で閉まる）が普及したが、最近はキーのリモコンや運転席のスイッチなどにより電動で開閉するもの（パワースライドドア）が主流になりつつある。
給油口がスライドドアと同じ側に装備されている場合、ドアを開けると給油口を支障する場合がある。そのため、給油口が開いているときにはドアが一定位置より開かないようブロックするストッパーが必ず装備されている。
パワーウインドウの採用は、動くドア内にあるモーターへの電力供給配線に難があり、ヒンジドアに比べて遅れる傾向にあった。特に1990年代中盤までの乗用ワゴンはスライドドアにはパワーウィンドウを装備せず、留め具式のフリップアウト窓というスタイルも多く見受けられた（ホンダ・モビリオおよびホンダ・モビリオスパイクは窓の大きいデザイン上の理由からスライドドアに留め具式のウィンドウを採用していた）。
乗用車タイプ以外の自動車におけるスライドドアは、トラックではバンボディの側面扉に、またバスではマイクロバスや観光バスでよく使用されている他、日野・ポンチョでも使用されている。

## 形態

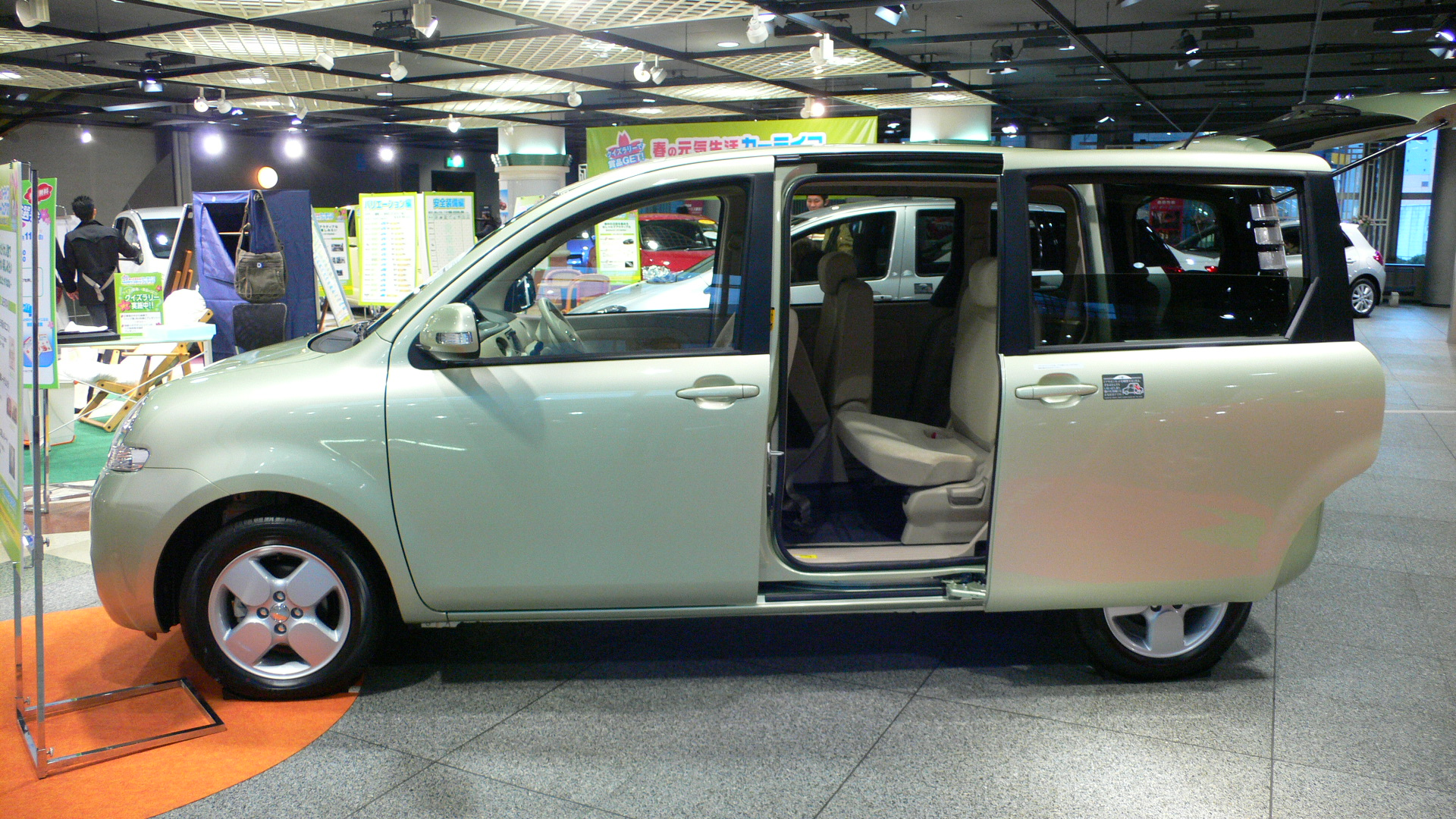
後方へのスライド(トヨタ・シエンタ)
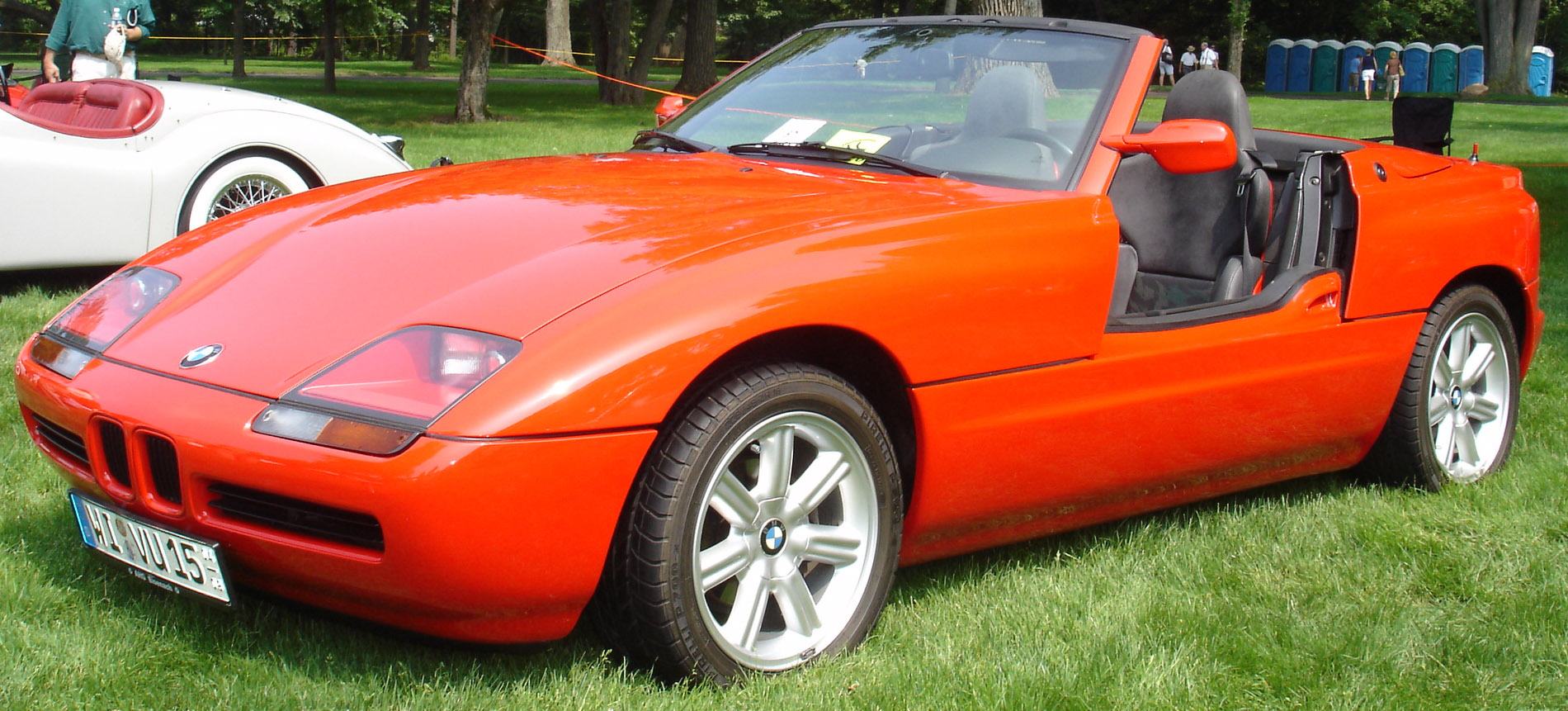
下方にスライド(BMW・Z1)
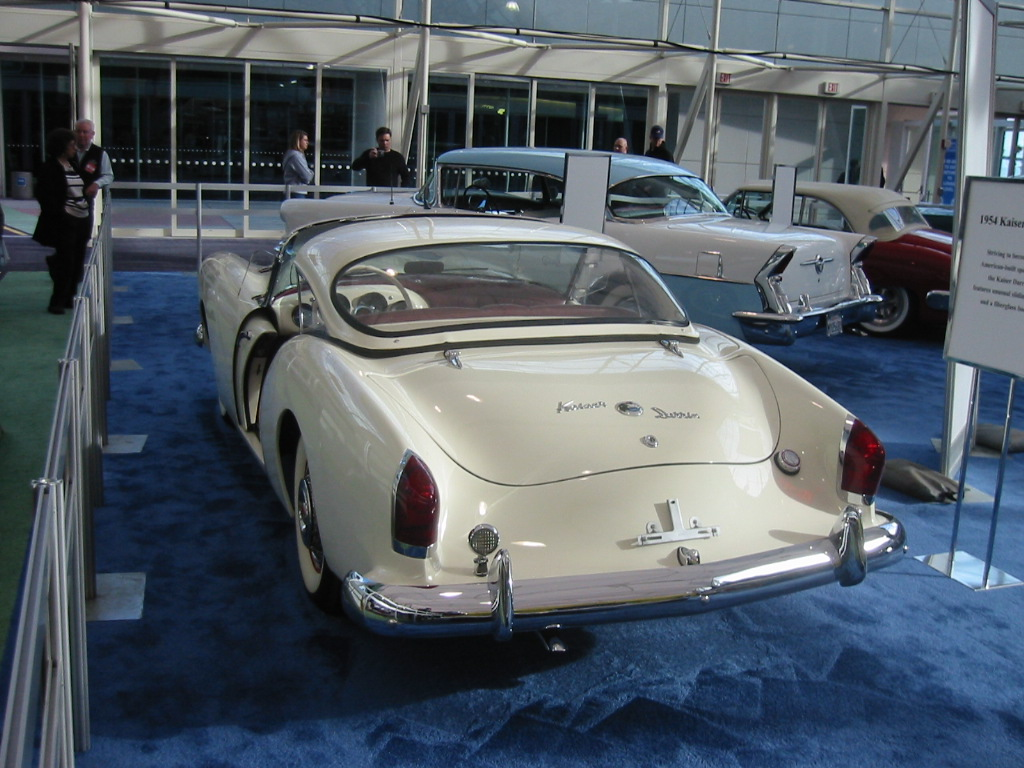
前方へスライド(カイザー・ダリン)